# ام‌پی‌پی‌اف
ام‌پی‌پی‌اف (به انگلیسی: MPPF) با فرمول شیمیایی C۲۵H۲۷FN۴O۲ یک ترکیب شیمیایی با شناسه پاب‌کم ۶۶۰۳۹۱۵ است. که جرم مولی آن ۴۳۴٫۵۱ g/mol می‌باشد. 